# Gare des Échets
La gare des Échets est une gare ferroviaire française de la ligne de Lyon-Saint-Clair à Bourg-en-Bresse, située aux Échets à l'extrême nord du territoire de la commune de Miribel, dans le département de l'Ain, en région Auvergne-Rhône-Alpes. La commune dispose également, au bord du Rhône au sud de son territoire, de la gare de Miribel sur la ligne de Lyon-Perrache à Genève (frontière).
Elle est mise en service en 1866 par la Compagnie de la Dombes.
C'est une halte voyageurs de la Société nationale des chemins de fer français (SNCF), desservie par des trains TER Auvergne-Rhône-Alpes.

## Situation ferroviaire
Établie à 278 mètres d'altitude, la gare des Échets est située au point kilométrique (PK) 20,727 de la ligne de Lyon-Saint-Clair à Bourg-en-Bresse entre les gares de Sathonay - Rillieux et de Mionnay.
Elle est située sur la section à double voie qui débute peu avant la gare au PK 19,334 et s'achève à la gare de Villars-les-Dombes.

## Histoire
La « station des Échets » est mise en service le 1er septembre 1866 par la Compagnie de la Dombes, lorsqu'elle ouvre à l'exploitation sa ligne de Sathonay à Bourg.
Au service de l'été, à partir du 10 mai 1869, la station est desservie par quatre (dans chaque sens) omnibus mixtes (voyageurs et marchandises) sur les relations : Bourg, ou Besançon, ou Mulhouse, ou Strasbourg, et Lyon-Croix-Rousse. Sur la relation Bourg-Lyon-Croix-Rousse, s'ajoute un train supplémentaire le lundi et le mercredi. 
En 1872, elle devient une gare du réseau de la Compagnie des Dombes et des chemins de fer du Sud-Est (DSE) qui c'est substituée à la compagnie d'origine.

La gare vers 1900
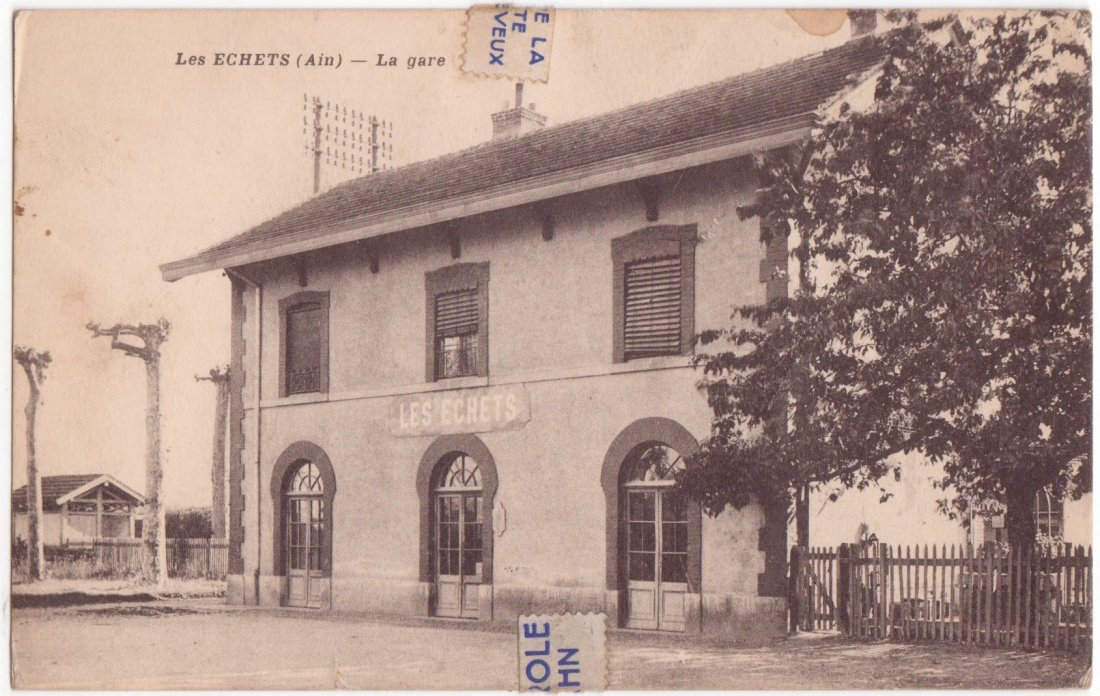
Bâtiment voyageurs.
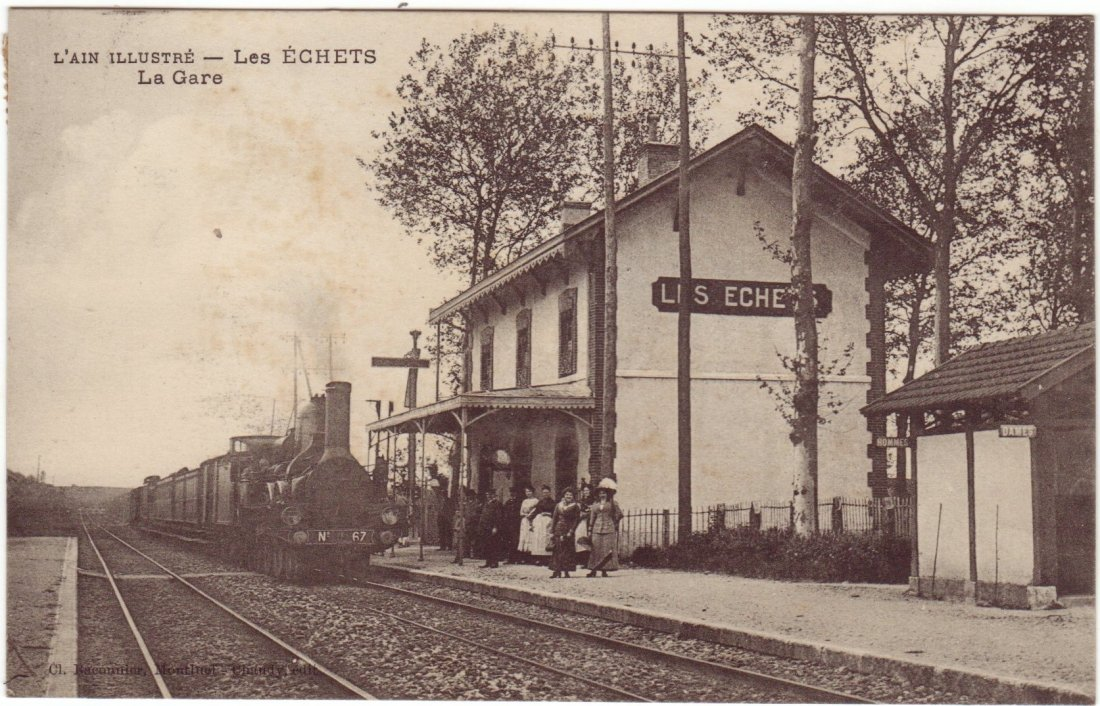
Desserte.
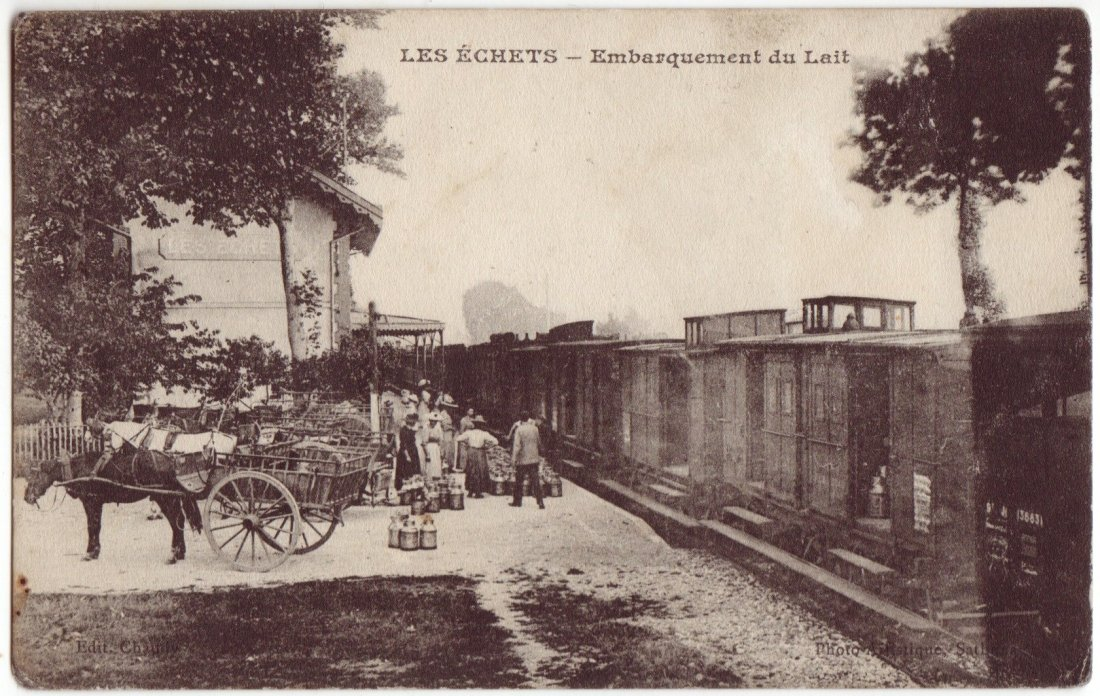
Chargement du lait.

Le 10 septembre 1921 a lieu l'accident ferroviaire des Échets. Le train express Strasbourg-Lyon déraille, en passant sur l'aiguille de la voie de garage à l'entrée de la gare, la rupture des attelages provoque un télescopage des voitures entre elles et un écrasement de plusieurs sur la halle à marchandises. Le bilan est de 39 morts et plus de 60 blessés.
Un décret du 14 avril 1922, décerne la médaille d'honneur des chemins de fer à Jean-Claude-Clément Coulon, le chef de gare. Cette décoration est faite à titre exceptionnel : « après l'accident en gare des Échets, a fait preuve des plus belles qualités de sang-froid, d'initiative et de dévouement tant pour l'organisation immédiate des secours aux victimes que pour le dégagement des voies et la reprise de la circulation, et s'est montré tout à fait à la hauteur des graves circonstances en présence desquelles il s'est brusquement trouvé ».
Le bâtiment voyageurs, identique à ceux construits par la Compagnie de la Dombes à Villars-les-Dombes et Saint-André-de-Corcy, a été démoli[Quand ?] et la gare est devenue une simple halte.
En février 2012, les bus du Côtière liberté réseau intercommunal (Colibri), de la communauté de communes de Miribel et du Plateau, ont un arrêt près de la gare.

## Fréquentation
Selon les estimations de la SNCF, la fréquentation annuelle de la gare s'élève aux nombres indiqués dans le tableau ci-dessous.
| Année               | 2023    | 2022    | 2021    | 2020   | 2019    | 2018    | 2017    | 2016    | 2015    |
| ------------------- | ------- | ------- | ------- | ------ | ------- | ------- | ------- | ------- | ------- |
| Nombre de voyageurs | 178 663 | 163 815 | 114 128 | 83 453 | 160 821 | 146 987 | 162 984 | 149 484 | 142 775 |

## Service des voyageurs

### Accueil
Halte SNCF, c'est un point d'arrêt non géré (PANG) à entrée libre, elle dispose d'un distributeur automatique de titres de transport TER.

### Desserte
Les Échets est desservie par des trains du réseau TER Auvergne-Rhône-Alpes des relations Bourg-en-Bresse ou Villars-les-Dombes - gare de Lyon-Perrache ou Lyon-Vaise.

Installations
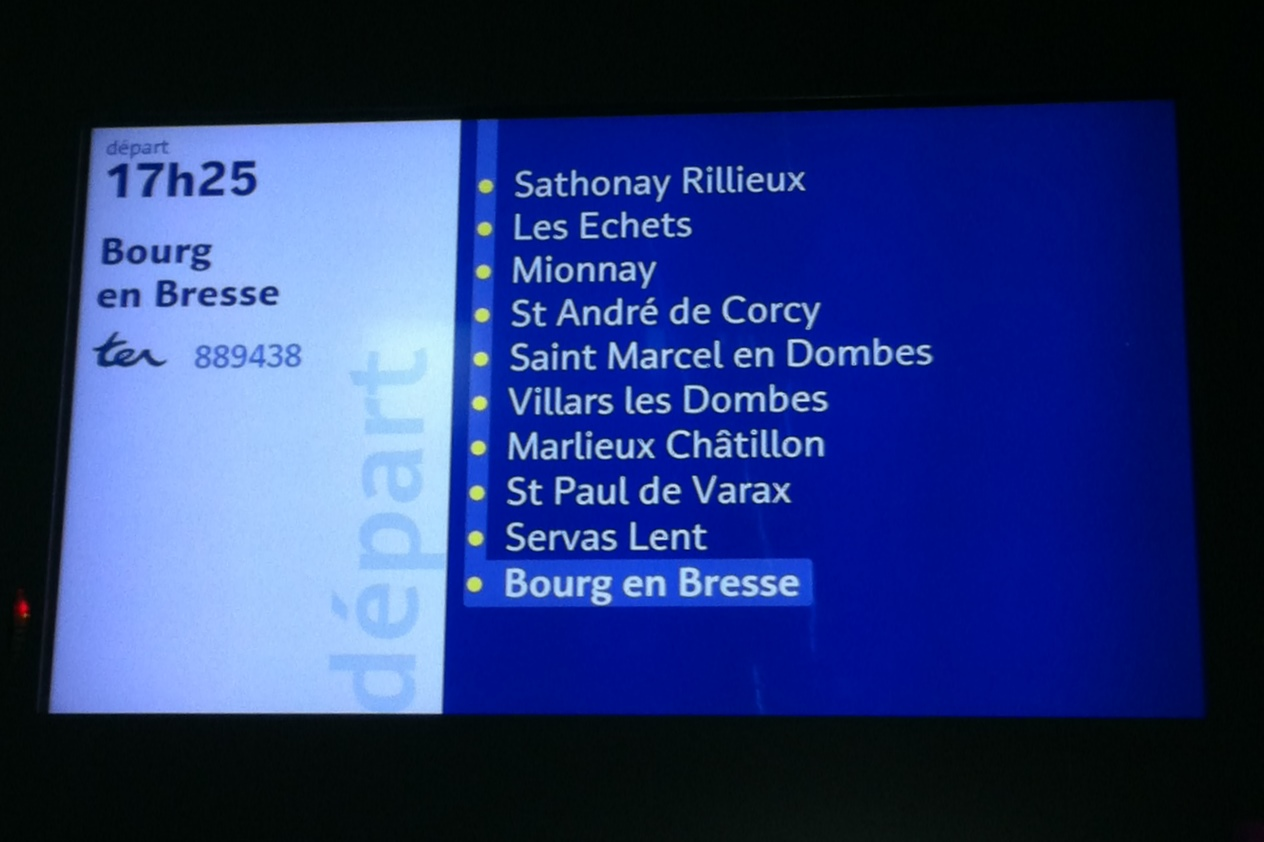
Panneau d'information.
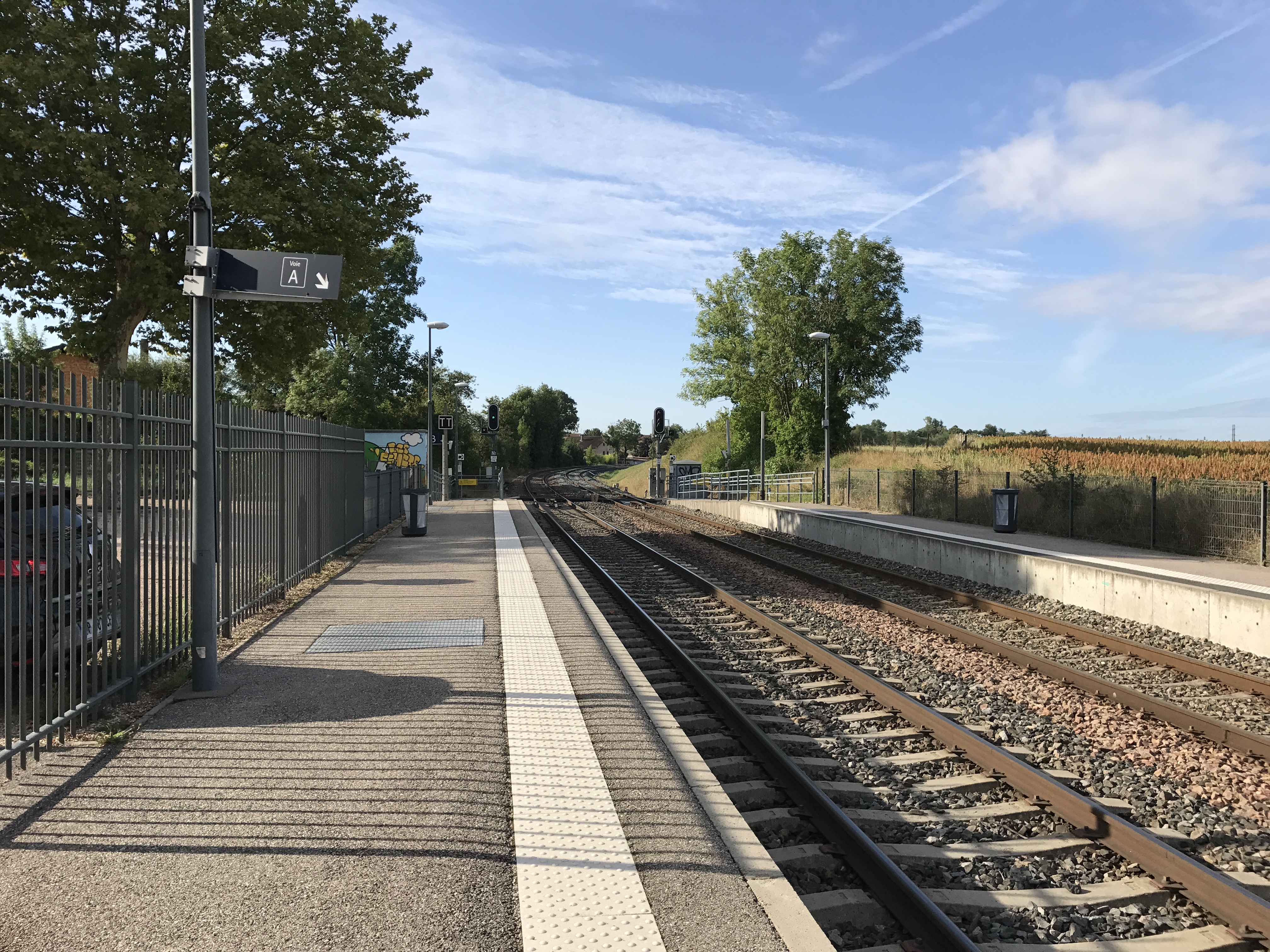
Voies et quais.
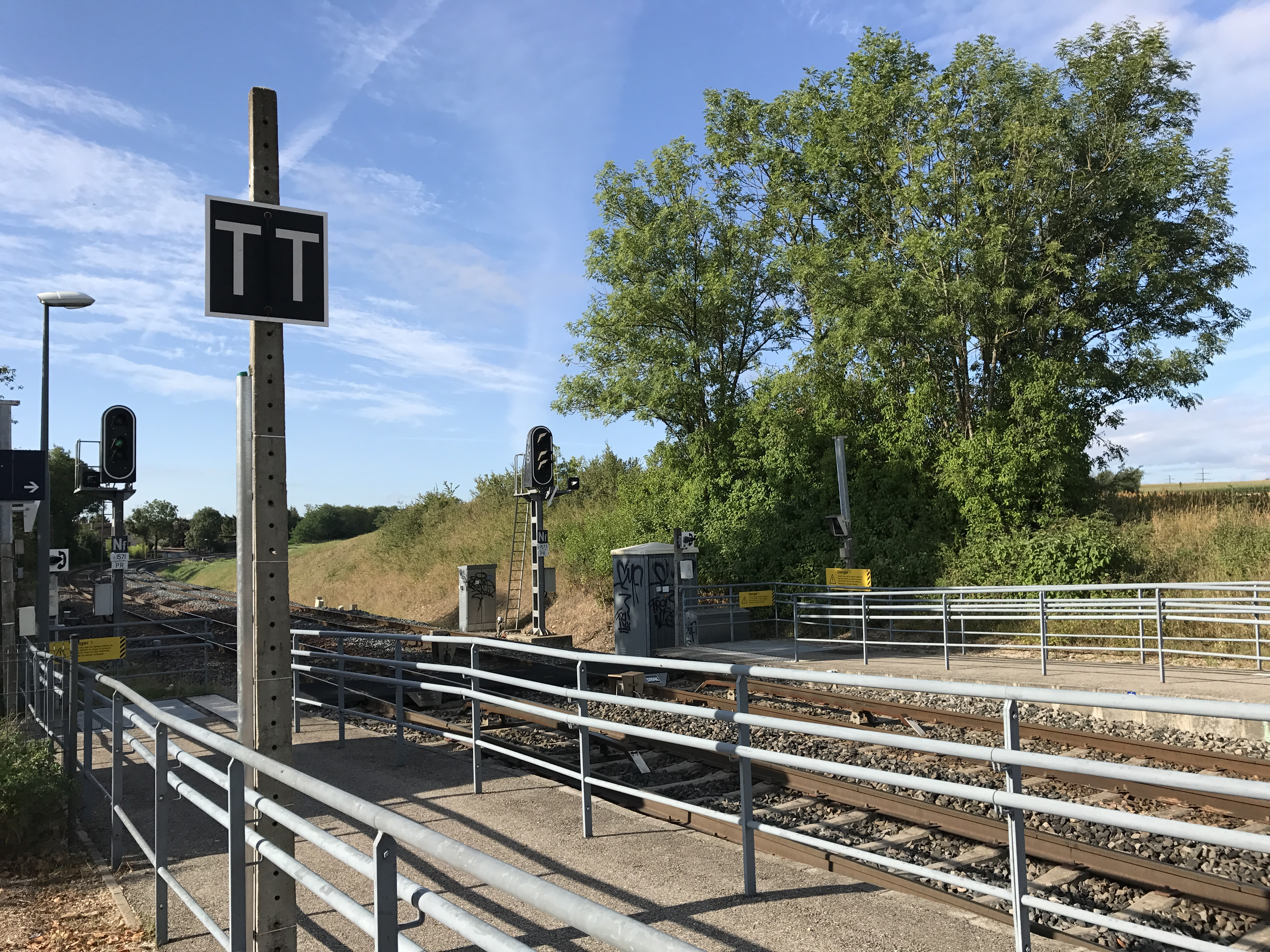
Desserte TER.

### Intermodalité
Un parc pour les vélos et un parking pour les véhicules y sont aménagés. 
Les bus, des lignes 1 et 3 de Côtière liberté réseau intercommunal (Colibri), desservent l'arrêt « gare des Échets ».